# Крысиная стая (фильм)
«Крысиная стая» (англ. The Rat Pack) — американский телевизионный фильм 1998 года режиссёра Роба Коэна. Премьера картины состоялась 22 августа 1998 года на кабельном телеканале HBO.

## Сюжет
Певец Фрэнк Синатра в старости говорит: «Я скучаю по своим парням». После этого фильм показывает участников Крысиной стаи на их пике: Дин Мартин добивается большого успеха, несмотря на разрыв партнерства с Джерри Льюисом; карьера самого Синатры хорошо развивается; Сэмми Дэвис-младший вернулся в шоу-бизнес после автокатастрофы, в которой потерял один глаз, а стендап-комикс Джои Бишоп выступает на разогреве перед концертами остальных троих. Стая становится полной после примирения Синатры с актёром Питером Лоуфордом, который подвергся остракизму после того, как его видели на публике с бывшей женой Синатры Авой Гарднер.
Лоуфорд женился на Патриции Кеннеди. Отказавшись от идеи соблазнить её ради собственного развлечения, Синатра больше интересуется политическими амбициями Джона Ф. Кеннеди. Он искренне считает его будущим великим президентом, но и готов использовать наличие друга в Белом доме в свою пользу. Синатра организует выступление всей стаи на мероприятии по сбору средств для предвыборной кампании на будущих президентских выборах. Синатра также знает увлечение Кеннеди противоположным полом и знакомит его с Мэрилин Монро, на тот момент бывшей замужем за звездой бейсбола Джо Ди Маджио.
Но отец политика Джозеф Кеннеди опасается, что связи Синатры с мафией могут снизить шансы победить Ричарда Никсона на выборах 1960 года. Он настаивает на том, чтобы Синатра помогал предвыборной кампании демократов только из-за кулис; в то же время он просит певца использовать свои связи в преступном мире для превращения профсоюзов Западной Вирджинии в сторонников Кеннеди. Тем временем Крысиная стая продолжает пользоваться успехом в Голливуде и Лас-Вегасе, часто совмещая свои сценические выступления для совместных выступлений. Они даже превратили свою дружбу в сотрудничество в кино «Одиннадцать друзей Оушена», работая и играя вместе одновременно, наслаждаясь вином, женщинами и песнями.
Дэвиса начинают задевать расистские шутки в ходе сценических выступлений, особенно когда его девушка актриса Мэй Бритт намекает, что остальная часть стаи смеется над ним, а не с ним. Дэвис более серьёзно относится к расизму, когда их решение о помолвке приводит к протестам против смешанных браков перед отелем Дэвиса. В итоге Дэвис откладывает свадьбу, чтобы не навредить Синатре, который согласился служить шафером. В Белом доме президент Кеннеди стремится возобновить дружбу с Синатрой. Они отправляются в плавание и планируют, чтобы Кеннеди остановился в резиденции Синатры в Палм-Спрингс во время предстоящей президентской поездки на Западное побережье. Взволнованный этой идеей, Синатра возвращается домой и начинает строительство гостевого дома для Кеннеди и его окружения.
Однако ФБР находит потенциальную связь мафии с Белым домом в виде Джудит Экснер, которая звонила как Кеннеди, так и боссу мафии Сэму «Момо» Джанкане после того, как Синатра представил их друг другу. Генеральный прокурор Роберт Ф. Кеннеди настаивает на том, чтобы президент отменил свое пребывание в доме Синатры и обрубил все связи с артистом. Это приводит в ярость Синатру, который потратил много денег и времени на ремонт и, по крайней мере, частично ответственен за избрание Кеннеди президентом. Синатра выражает свой гнев Лоуфорду, который, будучи зятем Кеннеди, был прямым связующим звеном Синатры с Белым домом. Лоуфорд неоднократно служил посланником между Синатрой и Кеннеди, в том числе тайными отношениями Джона Кеннеди с Монро, и ему это надоело. Лоуфорд боится сообщить новости о решении Кеннеди отменить свой визит в дом Синатры и вместо этого остаётся с республиканцем Бингом Кросби. Разъярённый Синатра выталкивает Лоуфорда из дома и клянется никогда его не прощать. В фильме этот инцидент изображен как начало конца влияния Крысиной стаи как в политике, так и в сфере развлечений.

## В ролях
- Рэй Лиотта — Фрэнк Синатра
  - Майкл Дис — исполнение песен
- Джо Мантенья — Дин Мартин
  - Уоррен Вибе — исполнение песен
- Дон Чидл — Сэмми Дэвис
  - Гуннар Мэдсен — исполнение песен
- Ангус Макфадьен — Питер Лоуфорд
- Бобби Слэйтон — Джои Бишоп
- Уильям Петерсен — Джон Ф. Кеннеди
- Желько Иванек — Роберт Кеннеди
- Дан О’Херлихи — Джозеф Кеннеди
- Дебора Кара Ангер — Ава Гарднер
- Джон Дил — Джо Ди Маджо
- Меган Доддс — Мэй Бритт
- Вероника Картрайт — Вероника Купер
- Барбара Нивен — Мэрилин Монро
- Мишель Грейс — Джудит Экснер
- Ричард Крейг Нельсон — Льюис Майлстоун
- Том Дризен
- Рон Остроу

## Приём
Агрегатор рецензий Rotten Tomatoes на основе 30 обзоров поставил картине 57 %.

## Награды
- Золотой Глобус (Дон Чидл),
- Три премии Эмми
- Ряд дополнительных наград